# Mudhoney
Mudhoney é uma banda grunge americana formada em Seattle em 1988. É "co-irmã" do Pearl Jam, já que dois de seus integrantes, Mark Arm e Steve Turner, foram companheiros de Jeff Ament e Stone Gossard no Green River, considerada por muitos como a primeira banda de grunge, criada em 1984.
Apesar de ser reconhecida como uma das fundadoras do primeiro grande movimento do rock nos anos 1990, a banda é muito menos bem sucedida comercialmente do que o Pearl Jam e o Nirvana, já que a escolha dos integrantes do Mudhoney sempre foi se afastar dos holofotes e das tendências dominantes.

## Integrantes

### Formação atual
- Mark Arm - vocal e guitarra
- Steve Turner - guitarra
- Guy Maddison - baixo
- Dan Peters - bateria

### Ex-integrantes
- Matt Lukin - baixo

## Discografia
Álbuns de estúdio
- Mudhoney (1989)
- Every Good Boy Deserves Fudge (1991)
- Piece of Cake (1992)
- My Brother the Cow (1995)
- Tomorrow Hit Today (1998)
- Since We've Become Translucent (2002)
- Under a Billion Suns (2006)
- The Lucky Ones (2008)
- Vanishing Point (2013)
- Digital Garbage (2018)